# Бабице (Прахатице)
Бабице (чеш. Babice) је насељено мјесто са административним статусом сеоске општине (чеш. obec) у округу Прахатице, у Јужночешком крају, Чешка Република.

## Становништво
Према подацима о броју становника из 2014. године насеље је имало 104 становника.